# Walckenaeria christae
Walckenaeria christae este o specie de păianjeni din genul Walckenaeria, familia Linyphiidae, descrisă de Wunderlich, 1995.
Este endemică în Grecia. Conform Catalogue of Life specia Walckenaeria christae nu are subspecii cunoscute.